# Lijst van burgemeesters van Hefshuizen
Dit is een lijst van burgemeesters van de voormalige Nederlandse gemeente Hefshuizen in de provincie Groningen.
De gemeente Hefshuizen ontstond op 1 januari 1979 door een fusie van de gemeenten Uithuizen en Uithuizermeeden. In 1990 werden de gemeenten Kantens, Usquert en Warffum toegevoegd aan Hefshuizen. De gemeente heet vanaf 1 januari 1992 Eemsmond die in 2019 opging in gemeente Het Hogeland.
| Ambtsperiode                                                      | Naam burgemeester      | Partij of stroming | Bijzonderheden                   |
| ----------------------------------------------------------------- | ---------------------- | ------------------ | -------------------------------- |
| 1979 - 1990                                                       | Juul (J.M.) Zandbergen | ARP / CDA          | was burgemeester van Ten Boer    |
| Fusiegemeente Hefshuizen vanaf 1 januari 1992 'gemeente Eemsmond' |                        |                    |                                  |
| 1990 - (1997)                                                     | Bert (A.E.J.) Smidt    | PvdA               | was burgemeester van Oude Pekela |
| vervolg zie: Lijst van burgemeesters van Eemsmond                 |                        |                    |                                  |